# Amphipyra atronitens
Amphipyra atronitens är en fjärilsart som beskrevs av Walker 1856. Amphipyra atronitens ingår i släktet Amphipyra och familjen nattflyn. Inga underarter finns listade i Catalogue of Life.